# Livin’ Blues

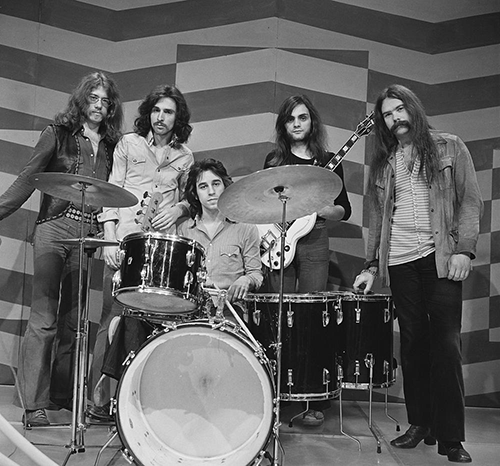
Livin’ Blues (1972)

Livin’ Blues — голландская группа, игравшая в стиле блюз-рок. Была организована в 1967 году в Гааге. Первый состав: Тед Оберг (гитара, банджо, ситар; экс-Crashdown и Andy Star & Stripes), Джон Лагранд (губная гармоника, экс-Indiscrimination), Рууд Франс (бас), Дьерн Пул (вокал) и Ниек Дийкхайс (ударные).

## История
Группа Livin' Blues была основана в 1967 году Тедом Обергом. После изменений в составе, в 1968 году они записали сингл "Murphy McCoy". Группа поддерживала Fleetwood Mac в феврале 1969 года и продолжала выпускать музыку. Изменения в составе произошли в 1970 году, но они продолжали развивать свой звук, влияние прогрессивного рока начало проявляться. Группа распалась в 1974 году, но была возрождена в 1980 и продолжила существовать. Использование имени "Livin' Blues" стало предметом дискуссии между участниками.

## Дискография

### Альбомы
- 1969 — Hell’s Session
- 1970 — Wang Dang Doodle
- 1972 — Bamboozle
- 1973 — Rocking at the Tweed Mill
- 1973 — Ram Jam Josey
- 1975 — Live ’75
- 1976 — Blue breeze
- 1987 — Now
- 1989 — Snakedance
- 1992 — Blues Legend
- 1993 — Early Blues Sessions
- 1995 — Out of the Blue